# Johann van Flamersfelt
Johann van Flamersfelt war ein Rentmeister des Grafen von Sayn. Seine genauen Lebensdaten sind nicht bekannt, van Flamersfelts Lebenszeit muss sich jedoch zum allergrößten Teil im 15. Jahrhundert erstrecken.
Sein Name deutet auf seine Herkunft aus dem gleichnamigen Ort Flammersfeld in der Grafschaft Sayn-Hachenburg. Er war Notar, Schreiber und Sekretär der Grafschaft Sayn. 1465 wurde er „Kleriker, geschworener Schreiber und Notar“ genannt. Bekannt ist er, da in den von ihm verfassten Schriftstücken viele oberbergische Orte zum ersten Mal urkundlich erwähnt wurden.

## Beispiel einer Rechnung

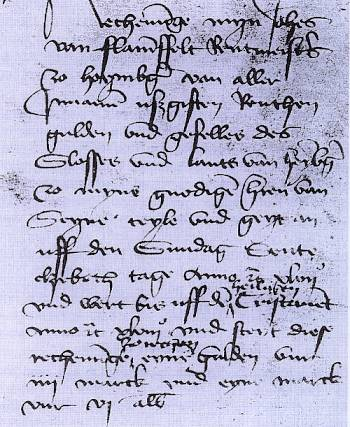
Originale Rechnung von 1447

Übertragener Text:
Rechenunge myn Johes
van Flamersfelt Rentmeisters
zo Hoymburg van alter
Innamen ußgiften Renthen
gulden und gefelles des
Slosses und Lants van Hoymburg
zu myns gnedigen Herrn van
Seyne teyle und geyt an
uff den Sundag Sente
Elzebeth tage anno 1447
und wert bis uff den heilgen Christavent
anno 1448 und steit diese
rechenunge zu werung eyne gulden um
vier marck und eyn marck
vur sechs albus.